# Ute von Lojewski
Ute von Lojewski (* 4. September 1955 in Bönen) ist eine deutsche Professorin für Betriebswirtschaftslehre, insbesondere für Rechnungswesen und Controlling. Sie war vom 1. Oktober 2008 bis zum 30. September 2021 Präsidentin der FH Münster.

## Werdegang
Von Lojewski studierte von 1974 bis 1979 Betriebswirtschaftslehre an der Westfälischen Wilhelms-Universität (WWU) in Münster, wo sie 1983 auch ihre Promotion abschloss. Von 1979 bis 1984 war sie hier als Wissenschaftliche Mitarbeiterin am Institut für industrielle Unternehmensforschung tätig. Nach Studium und Promotion arbeitete sie 1984 zunächst als Forecast and Budget Manager bei der Effem GmbH in Verden und wechselte anschließend als Bereichsleiterin Organisation, EDV, Controlling zur Rethmann GmbH & Co KG in Selm (heute Remondis), wo sie bis Ende 1989 tätig war.
1990 folgte von Lojewski dem Ruf an die Fachhochschule Osnabrück, wo sie zwei Jahre als Professorin für Betriebswirtschaftslehre und Rechnungswesen, Controlling tätig war. 1992 wechselte sie an die FH Münster, wo sie von 1993 bis 2002 die Aufgaben der Prodekanin des Fachbereichs Wirtschaft übernahm. Von 2003 bis 2008 war sie Prorektorin für Lehre, Studium und Studienreform. Von Oktober 2008 bis September 2021 war Ute von Lojewski Präsidentin der FH Münster.

### Mitgliedschaften
- Mitglied im Akkreditierungsrat (Februar 2009 – Dezember 2017)[2]
- Vorstandsmitglied des Instituts für Verbundstudien NRW (seit Februar 2011)[3]
- Stellvertretende Vorsitzende der Landesrektorenkonferenz (LRK) der Fachhochschulen in NRW (seit September 2013)[4]
- Stellvertretende Vorsitzende des Hochschulverbunds UAS7 e.V. (seit September 2014)[5]
- Mitglied in zahlreichen Beiräten, Ausschüssen und Beratungsgremien

## Auszeichnungen
- Auszeichnung "Hochschulmanagerin des Jahres 2013" vom Centrum für Hochschulentwicklung (CHE) und der Wochenzeitschrift Die Zeit (November 2013)[6]

## Publikationen (ab 2008)
- Kooperation als Alternative, in: Praxishandbuch Mergers & Acquisitions, 2. Aufl., Landsberg/Lech 2008
- Qualitätsmanagement mit Schwerpunkt Prozessqualität: Das Beispiel der Fachhochschule Münster, in: Beiträge zur Hochschulforschung, Heft 1, 30. Jg., München 2008
- Qualität bewegt. Ein QM-System für die ganze Hochschule (mit A. Boentert), in: Qualität in der Wissenschaft (QiW), Heft 2/2008, 2. Jg., Bielefeld 2008
- Prozessorientiertes Qualitätsmanagement (mit A. Boentert), in: Qualitätsentwicklung in Studium und Lehre, Reihe Hochschuldidaktik, Band 119, Bielefeld 2009
- Kostenrechnung (mit J. Thalenhorst), in: Allgemeine Betriebswirtschaftslehre, Stuttgart 2010
- Kosten- und Erlösrechnung (mit J. Thalenhorst), Berlin 2012
- Karrieremodelle an Fachhochschulen am Beispiel der Fachhochschule Münster (mit U. Drosihn-Brunnbauer), in: Handbuch Qualität in Studium, Forschung und Lehre, Kap. E9.13, Berlin 2015
- Einsatz von Controlling-Instrumenten im Hochschulbereich am Beispiel der FH Münster, in: Controlling und Leadership, Wiesbaden 2017.
- Hat das Controlling ausgedient? Der Versuch einer Antwort am Beispiel der FH Münster, in: Controlling: Konzeption, Instrumente, Anwendungen, Stuttgart 2017
- Systemreakkreditierung – Starke Impulse für die eigene Hochschule (mit A. Boentert), in: duz Wissenschaft und Management, Februar 2018